# 云南蒲桃
云南蒲桃（学名：Syzygium yunnanense）是桃金娘科蒲桃属的植物，其种加词“yunnanense”意为“云南的”。中国特有植物。分布在中国大陆的云南等地，生长于海拔620米至1,260米的地区，多生在中海拔森林里，目前尚未由人工引种栽培。